# NGC 2850
NGC 2850 је лентикуларна галаксија у сазвежђу Хидра која се налази на NGC листи објеката дубоког неба.
Деклинација објекта је - 4° 56' 22" а ректасцензија 9h 20m 56,9s. Привидна величина (магнитуда) објекта NGC 2850 износи 14,2 а фотографска магнитуда 15,2. NGC 2850 је још познат и под ознакама NPM1G -04.0292, PGC 26452.